# Bataille de Sorondo
Pour les articles homonymes, voir Sorondo.
1re Campagne de Guyane
(Guerre d'indépendance du Venezuela)
Batailles
m
- Cumaná
- Barrancas
- Soledad
- Santa Cruz del Orinoco
- Caratal
- Caño de Macareo
- Angostura
- Sorondo

La bataille de Sorondo est une bataille navale livrée entre les escadres républicaines et royalistes les 25 et 26 mars 1812, pendant la guerre d'indépendance du Venezuela.

## Contexte
Le 5 juillet 1811, la junte de gouvernement de Caracas proclame l'indépendance du Venezuela vis-à-vis de l'Espagne. Cette déclaration d'indépendance ne suscite pas l'unanimité au sein du pays et certaines provinces telle celle de Guayana restent fidèle à la puissance coloniale. Désireuse de soumettre les loyalistes à son autorité, la junte de Caracas organise une expédition militaire contre eux.

## La bataille
Une escadre patriote remonte l'Orénoque à la rencontre des royalistes, qui se replient vers Guayana la Antigua après avoir perdu une goélette. Les navires patriotes se déploient en ligne sur la largeur du fleuve et, appuyés par des batteries installées à terre à Sorondo, avancent vers les bâtiments adverses.
Le 25 mars, les royalistes attaquent avec 8 goélettes, 2 balandras et 6 chaloupes armées. Ils rompent la ligne formée par les navires républicains et s'emparent de trois bâtiments. Le lendemain matin, le combat reprend et voit la déroute des patriotes : trois de leurs navires principaux sont incendiés et plusieurs centaines de marins sont tués, blessés ou capturés, pour des pertes infimes du côté royaliste.

## Référence
- (es) Cet article est partiellement ou en totalité issu de l’article de Wikipédia en espagnol intitulé « Batalla Naval de Sorondo » (voir la liste des auteurs).